# Sempervivum iranicum
Sempervivum iranicum ist eine Pflanzenart aus der Gattung der Hauswurzen (Sempervivum) in der Familie der Dickblattgewächse (Crassulaceae).

## Beschreibung

### Vegetative Merkmale
Sempervivum iranicum wächst als Rosettenpflanze mit einem Durchmesser von 3 bis 7 Zentimeter und bildet kurze Ausläufer. Die länglichen, winzig drüsig-flaumhaarigen Laubblätter sind glauk-grün. Die Blattspreite ist 25 bis 30 Millimeter lang und 10 bis 15 Millimeter breit. Äußere Blätter sind spitz, innere kurz feinspitzig. Der Blattrand ist ganzrandig.

### Generative Merkmale
Der dicht beblätterte, sukkulente Blütentrieb erreicht eine Länge von 10 bis 20 Zentimeter. Seine länglichen, kurz spitz zulaufenden Blätter sind etwas länger und breiter als die der Blattrosette. Der kompakte Blütenstand besteht aus drei- bis sechsblütigen Ebensträußen. Die 12- bis 14-zähligen Blüten weisen einen Durchmesser von 2 bis 5 Zentimeter auf. Ihre gelblich grünen Kelchblätter sind etwa 6 Millimeter lang. Die weißen, gekielten Kronblätter sind etwa 14 Millimeter lang und 26 Millimeter breit. Auf dem Kiel sind sie rosafarben gestreift. Die Staubbeutel sind dunkelpurpurfarben. Der Griffel ist abrupt zurückgebogen.

## Systematik und Verbreitung
Sempervivum iranicum ist im Norden von Iran verbreitet.
Die Erstbeschreibung durch Joseph Friedrich Nicolaus Bornmüller und Erwin Gauba wurde 1940 veröffentlicht.

## Nachweise